# さがら子生れ温泉
さがら子生れ温泉（さがらこうまれおんせん）は、静岡県牧之原市西萩間（旧国遠江国）にある温泉。

## 泉質
- ナトリウム塩化物泉。
  - 源泉温度は35.2度。

## 歴史
開湯は1996年。牧之原市公設の民営温泉会館。「子生れ」という名は、温泉隣の大興寺の住職の予言通りにまるで子供が生れるように抜け落ちるまゆ型の「子生れ石」に由来する（遠州七不思議）。

## アクセス
- 車
  - 東名高速道路・相良牧之原インターチェンジから約5分。
  - 富士山静岡空港から車で10分。
- 鉄道：JR東海・金谷駅からしずてつジャストライン萩間線相良営業所行乗車「さがら子生まれ温泉会館前」下車すぐ。